# دبیرخانه بخش هاریسپاتووا
دبیرخانه بخش هاریسپاتووا (به لاتین: Harispattuwa Divisional Secretariat) یک منطقهٔ مسکونی در سری‌لانکا است که در ناحیه کندی واقع شده‌است.